# Parc national du Limpopo
 (avril 2022).
Si vous disposez d'ouvrages ou d'articles de référence ou si vous connaissez des sites web de qualité traitant du thème abordé ici, merci de compléter l'article en donnant les références utiles à sa vérifiabilité et en les liant à la section « Notes et références ».
Le parc national du Limpopo (en portugais : Parque Nacional do Limpopo) est un parc national au Mozambique rattaché au parc transfrontalier du Grand Limpopo tout comme le parc national Kruger en Afrique du Sud et le parc national Gonarezhou au Zimbabwe. 

## Historique
Il voit le jour lorsque l'Afrique du Sud, le Zimbabwe et le Mozambique signe un accord pour créer un parc de conservation transfrontalier visant à promouvoir la biodiversité et l'écotourisme dans la région. 
La région appelée Coutada 16, dans la province de Gaza, au Mozambique, fut déclarée zone protégée, alors que traditionnellement des concessions pour la chasse y avait été autorisées.
Sous l'impulsion de l’Allemagne, qui engagea 42 millions rands le parc a connu un renouveau dans son développement, notamment avec la création d'unités de lutte contre le braconnage. Il est aujourd'hui, divisé en trois zones d’utilisation distinctes : une zone touristique, une zone de nature sauvage et une zone d'exploitation des ressources (chasse). Le sud du parc abrite le barrage de Massingir, et la ville de Massingir, capitale du district de Massingir, dans laquelle est implanté le siège administratif du nouveau parc. La frontière est formée au nord par le fleuve Limpopo. 
L'année 2001 a vu la migration de nombreux animaux en provenance du parc national Kruger vers le nouveau parc naissant. Les travaux relatifs à un nouveau poste frontière de Giriyondo entre l’Afrique du Sud et le Mozambique débutèrent en mars 2004.
L'année 2005 vit s'ouvrir les chantiers des constructions du quartier général du parc et les logements du personnel. Les premières installations touristiques ont été ouvertes en septembre 2005. Il s'agissait du campement de tentes Machampane, du sentier sauvage Machampane, du sentier écologique Shingwedzi 4 × 4, du camping Aguia Pesqueira, et de deux sentiers de randonnées, Massingir et le Campismo Albufeira. 
En 2008, la seconde phase du développement touristique vit s'ouvrir une concessions à Boala et à Madonse, ainsi qu'à Massingir. Les bénéficiaires du projet sont également les 16 000 agriculteurs établis dans les districts de Xai-Xai et de Chokwe, ainsi que les résidents du village de Massingir qui devraient bénéficier d'un accès à l’eau.

## Géographie
Sur le plan administratif, le parc est divisé entre le district de Chicualacuala 6 400 km2, le district de Massingir 2 100 km2 et le district de Mabalane 1 500 km2. Le parc est rattaché au parc transfrontalier du Grand Limpopo, un « parc de la paix » de 35 000 km2 reliant ce parc, le parc national Kruger en Afrique du Sud, le parc national Gonarezhou, le sanctuaire Manjinji Pan et la zone de safari Malipati au Zimbabwe, ainsi que la région entre Kruger et Gonarezhou, les terres communales de Sengwe au Zimbabwe et la région de Makuleke en Afrique du Sud.

## Faune
Ce parc abrite des espèces de mammifères attractives et captivantes pour les touristes qui le fréquentent. Les cinq grands animaux, regroupés sous le vocable Big Five lions, éléphants, léopards, rhinocéros et buffles se trouvent en abondance dans le parc, en compagnie des girafes, hippopotames, zèbres, gnous, guépards et hyène.